# 3-アミノビフェニル
3-アミノビフェニル（英語: 3-aminobiphenyl）は、化学式が C6H5C6H4NH2 で表される有機化合物である。3つあるビフェニルのモノアミン誘導体の1つ。無色の固体だが、劣化したサンプルは変色することがある。3-ブロモアニリンとフェニルボロン酸から鈴木・宮浦カップリングで得られる。